# GhostBSD
GhostBSD é um sistema operacional tipo Unix baseado no TrueOS, com o MATE e o Xfce como seus ambientes de desktop padrão (o GNOME era o ambiente de desktop anterior). Destina-se a ser fácil de instalar, pronto para uso e fácil de usar. O objetivo do projeto é combinar segurança, privacidade, estabilidade, usabilidade, abertura, liberdade e ser gratuito.
Antes do GhostBSD 18.10, o projeto era baseado no FreeBSD. Em maio de 2018, foi anunciado que uma versão futura do sistema operacional seria baseada no TrueOS.

## Histórico de versões
| Versão do GhostBSD | Data de lançamento     | Versão do FreeBSD | Ambientes de desktop   | Mudanças |
| ------------------ | ---------------------- | ----------------- | ---------------------- | --- |
| 1.0                | Março de 2010          | 8.0               | GNOME 2.28             | Primeiro lançamento |
| 1.5                | ?                      | 8.1               | GNOME 2.30             | Introduzido o suporte ao Compiz. (Esta versão também foi distribuída com a edição de janeiro de 2011 da revista alemã freeX, que também apresentou um artigo sobre o novo sistema operacional.) |
| 2.0                | 13 de março de 2011    | 8.2               | ?                      | Melhorias no GDM et al. |
| 2.5                | 24 de janeiro de 2012  | 9.0               | ?                      | Escolha do desktop GNOME ou LXDE pré-configurado |
| 3.0                | 10 de março de 2013    | 9.1               | ?                      | A última versão a implantar o ambiente de desktop GNOME 2 |
| 3.1                | 28 de junho de 2013    | ?                 | ?                      | Um lançamento principalmente para corrigir bugs |
| 3.5                | 7 de novembro de 2013  | ?                 | - MATE 1.6 - Xfce 4.10 | LibreOffice trocado por Apache OpenOffice 4. |
| 4.0                | 4 de outubro de 2014   | 10.0              | ?                      | Vários recursos novos |
| 10.1               | 13 de setembro de 2015 | 10.1              | ?                      | Adições de software |
| 10.3               | 31 de agosto de 2016   | 10.3              | ?                      | Suporte a ZFS, suporte a UEFI, ... |
| 11.1               | 16 de novembro de 2017 | 11.1              | MATE 1.18 Xfce 4.12    | Repositórios de software do GhostBSD, suporte a i386 removido, WhiskerMenu como menu padrão (Xfce)                                                                                              |

A partir do GhostBSD 18.10, o projeto mudou sua base de FreeBSD para TrueOS. A seguir estão as versões do GhostBSD baseadas no TrueOS.
| Versão do GhostBSD | Data de lançamento      | Ambiente de desktop | Mudanças                              |
| ------------------ | ----------------------- | ------------------- | ------------------------------------- |
| 18.10              | 1 de novembro de 2018   | MATE 1.20           | Primeiro lançamento baseado no TrueOS |
| 19.04              | 13 de abril de 2019     | MATE 1.22 e XFCE    |                                       |
| 19.09              | 16 de setembro de 2019  | MATE e XFCE         | Movido de TrueOS CURRENT para STABLE  |
| 19.10              | 26 de outubro de 2019   | MATE e XFCE         |                                       |
| 20.01              | 22 de janeiro de 2020   | MATE e XFCE         |                                       |
| 20.02              | 29 de fevereiro de 2020 | MATE e XFCE         |                                       |
| 20.03              | 31 de março de 2020     | MATE e XFCE         |                                       |
| 20.04              | 30 de abril de 2020     | MATE 1.24 e XFCE    |                                       |
| 20.04.1            | 2 de maio de 2020       | MATE e XFCE         |                                       |
| 20.08.04           | 10 de agosto de 2020    | MATE e XFCE         |                                       |
| 20.11.28           | 29 de novembro de 2020  | MATE e XFCE         |                                       |
| 21.01.15           | 16 de janeiro de 2021   | MATE e XFCE         |                                       |
| 21.01.20           | 23 de janeiro de 2021   | MATE e XFCE         |                                       |

A partir do GhostBSD 21.04.27, o projeto mudou sua base de volta para o FreeBSD. A seguir estão as versões do GhostBSD baseadas no FreeBSD.
| GhostBSD version | Data de lançamento    | Ambiente de desktop | Mudanças                                        |
| ---------------- | --------------------- | ------------------- | ----------------------------------------------- |
| 21.04.27         | 29 de abril de 2021   | MATE e XFCE         | GhostBSD agora é baseado no FreeBSD 13.0-STABLE |
| 21.5.11          | 11 de Maio de 2021    | MATE e XFCE         |                                                 |
| 21.09.06         | 7 de Setembro de 2021 | MATE e XFCE         | Troca do OpenRC pelo FreeBSD rc.d               |
| 21.09.08         | 9 de Setembro de 2021 | MATE e XFCE         |                                                 |
| 22.06.18         | 18 de Junho de 2022   | MATE 1.26 e XFCE    |                                                 |

## Licença
O GhostBSD foi originalmente licenciado sob a licença BSD de 3 cláusulas ("Licença BSD Revisada", "Nova Licença BSD" ou "Licença BSD Modificada").
Em 2014, Eric Turgeon re-licenciou o GhostBSD sob licença de 2 cláusulas ("Licença BSD Simplificada" ou "Licença FreeBSD"). O GhostBSD contém alguns softwares licenciados sob a Licença GPL.

## Requisitos de sistema

### Mínimos
A seguir estão os requisitos mínimos:
- Processador de 64 bits
- 4 GB de RAM
- 15 GB de espaço livre no disco rígido
- Placa de rede

### Recomendados
A seguir estão os requisitos recomendados:
- Processador de 64 bits
- 8 GB de RAM
- 30 GB de espaço livre no disco rígido
- Placa de rede
- Placa de som
- Placa de vídeo com aceleração 3D NVIDIA ou equivalente